# Пайні-Грін (Північна Кароліна)
Пайні-Грін (англ. Piney Green) — переписна місцевість (CDP) в США, в окрузі Онслов штату Північна Кароліна. Населення — 14 386 осіб (2020).

## Географія
Пайні-Грін розташоване за координатами 34°45′56″ пн. ш. 77°18′4″ зх. д. / 34.76556° пн. ш. 77.30111° зх. д. (34.765542, -77.301035).  За даними Бюро перепису населення США в 2010 році переписна місцевість мала площу 35,44 км², з яких 35,21 км² — суходіл та 0,23 км² — водойми.

## Демографія
Згідно з переписом 2010 року, у переписній місцевості мешкали 13 293 особи в 4846 домогосподарствах у складі 3607 родин. Густота населення становила 375 осіб/км².  Було 5191 помешкання (146/км²).
Расовий склад населення:
| - 63,3 % — білих - 22,4 % — чорних або афроамериканців - 2,8 % — азіатів - 0,7 % — корінних американців - 0,4 % — вихідців з тихоокеанських островів - 4,2 % — осіб інших рас |

До двох чи більше рас належало 6,1 %. Частка іспаномовних становила 12,2 % від усіх жителів.
За віковим діапазоном населення розподілялося таким чином: 28,3 % — особи молодші 18 років, 65,4 % — особи у віці 18—64 років, 6,3 % — особи у віці 65 років та старші. Медіана віку мешканця становила 26,5 року. На 100 осіб жіночої статі у переписній місцевості припадало 97,2 чоловіків;  на 100 жінок у віці від 18 років та старших — 92,7 чоловіків також старших 18 років.
Середній дохід на одне домашнє господарство  становив 51 144 долари США (медіана — 41 426), а середній дохід на одну сім'ю — 57 309 доларів (медіана — 49 758). Медіана доходів становила 35 057 доларів для чоловіків та 30 158 доларів для жінок. За межею бідності перебувало 15,4 % осіб, у тому числі 19,1 % дітей у віці до 18 років та 2,6 % осіб у віці 65 років та старших.
Цивільне працевлаштоване населення становило 4612 осіб. Основні галузі зайнятості: освіта, охорона здоров'я та соціальна допомога — 24,0 %, мистецтво, розваги та відпочинок — 15,8 %, роздрібна торгівля — 15,4 %.